# 張珽
張珽（？—？），號鶴山，陝西人，清朝官員，1766年擔任福建分巡台灣道。他的任內，福建分巡台灣道升格為福建分巡台灣兵備道。

## 生平
1738年張珽高中舉人，被派至閩省漳州擔任地方官。1766年他被朝廷派往台灣擔任台灣道，任內以民生改革為主，並在黃教之亂期間，鎮守台灣。不過之後，也因無法有效即时遏止，於平亂後被解職。
| 官衔          | 官衔                                                       | 官衔          |
| ------------- | ---------------------------------------------------------- | ------------- |
| 前任： 馬遇   | 廣東韶州府仁化縣知縣 乾隆十五－十八年 （1750－1753年）     | 繼任： 黃汝茂 |
| 前任： 唐若時 | 廣東潮州府海陽縣知縣 乾隆十六－十八年 （1751－1753年）     | 繼任： 張學舉 |
| 前任： 暴煜   | 廣東廣州府南海縣知縣 乾隆二十一－二十二年 （1756－1757年） | 繼任： 張慶長 |
| 前任： 劉增   | 福建漳州府知府 乾隆二十九年－三十一年 （1764－1766年）     | 繼任： 張鎮   |
| 前任： 余文儀 | 福建分巡台灣道 福建分巡台灣兵備道 1766年上任               | 繼任： 孫孝瑜 |
| 前任： 宋豐綏 | 福建福州府知府 乾隆三十四年－三十五年 （1769－1770年）     | 繼任： 方體泰 |